# Морис де Монреаль

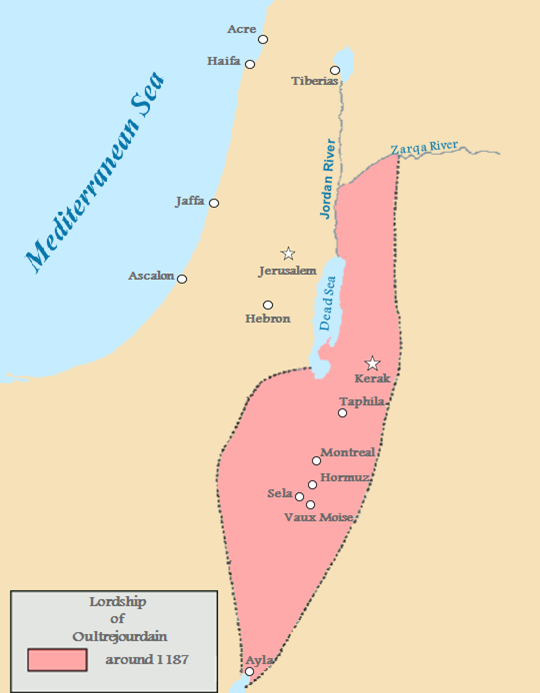
Трансиордания

Морис де Монреаль (фр. Maurice de Montreal; ум. после 1154) — сеньор Трансиордании с 1148/52.

## Биография
О родителях сведений нет. В 1144/52 году наследовал дяде — Пайену (Пагану) по прозвищу Дворецкий.
Продолжил строительство замка Карак. В 1152 г. пожаловал госпитальерам две деревни, дома в Караке и Монреале и право бесплатного судоходства по Мёртвому морю.
Согласно Вильгельму Тирскому, участвовал в осаде Аскалона в 1153 г.

## Брак и дети
Имя и происхождение жены не известны. Предполагаемая дочь:
- Изабелла (ум. до 1167), жена Филиппа де Мийли (ум. 1170 или позже), сына Ги де Мийли, сеньора Наблуса. Он по договору от 31 июля 1161 г. обменял у короля Балдуина III Наблус на Трансиорданию.